# 26 novembre 2015
Le jeudi 26 novembre 2015 est le 330e jour de l'année 2015.

## Décès
- Alexandre Kholminov (né le 8 septembre 1925), compositeur russe
- Francesco Carnelutti (né le 8 avril 1936), acteur italien
- Jorgo Bulo (né le 27 avril 1939), philologue, historien et critique littéraire albanais
- Karashima Noboru (né le 24 avril 1933), historien japonais

## Événements
- élections générales de Gibraltar en 2015
- Portugal, le gouvernement d'António Costa succède au gouvernement de Pedro Passos Coelho renversé le 10 novembre
- Sortie du film Ten Years
- Sortie du film Electroboy
- Sortie du film Hunger Games : La Révolte, partie 2
- Sortie du film La Glace et le Ciel
- Sortie du film Lamb
- Sortie du film Le pont des espions
- Sortie du film Les Suffragettes
- Sortie du film Love
- Sortie du film The Gift
- Sortie du film The Night Before
- Sortie du film La giovinezza